# Покушение на Рональда Рейгана
Покушение на президента США Рональда Рейгана произошло 30 марта 1981 года, через два месяца после его вступления в должность. Президент и трое из его сопровождающих были ранены при выходе из гостиницы Хилтон в Вашингтоне, где Рейган выступал с речью перед делегатами федерации профсоюзов. Стрелявшим оказался некто Джон Хинкли-младший (род. 29 мая 1955 года), ранее преследовавший президента Джимми Картера и лечившийся от психического расстройства.

## Мотивация
Причиной, побудившей Хинкли на покушение, стала его одержимость актрисой Джоди Фостер. Проживая в конце 1970-х годов в Голливуде, Хинкли посмотрел фильм «Таксист» не менее 15 раз и, возможно, отождествлял себя с главным героем фильма Трэвисом Биклом (в исполнении Роберта Де Ниро). Фильм рассказывал о заботе Трэвиса о 12-летней проститутке (в исполнении Джоди Фостер) и заканчивался кровавой сценой, в которой он убивает её сутенёров и клиента.
Несколько последующих лет Хинкли преследовал Фостер по стране. Узнав из журнала People, что 18-летняя Джоди учится в Йельском университете, Хинкли поступил туда же на курс писательского мастерства. В конце 1980 года Хинкли написал Фостер множество писем и дважды говорил с ней по телефону. Получив вежливый, но однозначный отказ, он не отказался от своих намерений. Хинкли был уверен, что прославившись на всю страну, он может добиться расположения Фостер. Подобно герою фильма Трэвису Биклу, Хинкли начал преследовать президента Джимми Картера с целью его убийства. В марте 1981 года Хинкли написал Фостер ещё несколько записок. Джоди решила передать их декану. Декан, в свою очередь, передал записки в полицию, однако местонахождение Хинкли установить не удалось.

## Нападение около гостиницы

### Выступление Рейгана
В воскресенье 29 марта 1981 года 25-летний Хинкли прибыл в Вашингтон на автобусе и снял номер в гостинице Park Central Hotel. На следующее утро, в понедельник, 30 марта в 10:00 он позавтракал в Макдоналдсе, обнаружил в газете Вашингтон пост расписание рабочего дня Рейгана и решил действовать.
За два часа до покушения зная, что он может быть застрелен, Хинкли написал Фостер записку, в которой сообщал, что надеется произвести на неё впечатление размахом своего поступка.
30 марта 1981 года 70-летний президент Рейган выступал с речью перед представителями федерации профсоюзов AFL-CIO в гостинице Хилтон в Вашингтоне. Он вошёл в здание в 13:45 и поприветствовал толпу, в которой находились пресса, премьер-министр Канады Пьер Трюдо, несколько иностранных высокопоставленных лиц и Джон Хинкли.

### Покушение
В 14:27, когда Рейган выходил из здания гостиницы, намереваясь сесть в президентский автомобиль Lincoln, Хинкли выступил из толпы и в течение трёх секунд выпустил шесть пуль калибра 5,6 мм из револьвера Röhm RG-14, попав в трёх сопровождавших Рейгана.
Первая пуля попала в голову пресс-секретаря Белого дома Джеймса Брейди. Тот был тяжело ранен. Вторая — в спину офицера полицейского округа Колумбия Томаса Делаханти. Третья пролетела мимо президента и попала в окно дома напротив. Четвёртая пуля ранила агента Секретной службы Тимоти Маккарти в грудь. Пятая попала в бронестекло открытой двери президентского лимузина. Последняя, шестая пуля отрикошетила от корпуса лимузина, вошла в грудь Рейгана, зацепила ребро и застряла в левом лёгком в 3 см от сердца. Сразу же после выстрелов в 14:30 на преступника навалились спецагенты (среди них был Джеймс Маккарти, не являющийся родственником раненого Тимоти) и прижали его к стене.
В ожидании прибытия полиции и скорой помощи, другие агенты с оружием наизготовку встали рядом на случай нового нападения. Они были вооружены револьверами (Дэнни Спрингс — Smith & Wesson Model 19), а Роберт Ванко — пистолетом-пулемётом Uzi. Выстрелы вызвали панику и привлекли внимание журналистов к месту происшествия.
Всё произошедшее, включая задержание Хинкли, было снято тремя телеоператорами. Сразу после задержания Хинкли осведомился, будет ли церемония вручения «Оскаров» перенесена по причине покушения. Церемония действительно была перенесена на следующий день.
Через мгновения после начала стрельбы агент Секретной службы Джерри Парр оттащил Рейгана в сторону, втолкнул его в лимузин и прикрыл своим телом. Факт ранения президента был замечен не сразу. Когда Парр осматривал Рейгана на предмет пулевых ранений, президент начал кашлять кровью и предположил, что Парр сломал ему ребро, которое проткнуло лёгкое и рубашку. Парр приказал водителю срочно направляться в больницу при Университете Джорджа Вашингтона. По прибытии в больницу Рейган, находясь в тяжёлом состоянии, вытер кровь с лица, вышел из лимузина и без посторонней помощи добрался до отделения экстренной медицинской помощи, где пожаловался на затруднённое дыхание и упал. Операция по извлечению пули была проведена немедленно и продлилась почти 6 часов. Также ему извлекли осколки ребра, проткнувшего лёгкое. Когда Рейгана готовили к операции по извлечению пули, он шутливо заметил одному из врачей, осматривающих его: «Надеюсь, вы республиканец», на что тот ответил: «Сегодня, господин президент, мы все республиканцы». Если бы не оперативно оказанная медицинская помощь, ранение вероятно стало бы смертельным. Несмотря на 70-летний возраст, Рейган быстро пошёл на поправку и вскоре оказался в состоянии исполнять президентские обязанности уже 3 апреля. Рейтинг после покушения вырос до 67 %.

## Последствия
Двое пострадавших полицейских (Делаханти и Маккарти) полностью восстановились после ранений. Получивший серьёзную черепно-мозговую травму пресс-секретарь президента Джеймс Брейди стал инвалидом, но номинально оставался при своей должности до конца президентского срока Рейгана. Позднее Брейди и его жена Сара стали видными политическими активистами в области контроля над правами владения огнестрельным оружием. Джеймс Брейди умер в 2014 году из-за осложнений после ранения, однако Хинкли не был осужден за его убийство по причине невменяемости во время покушения.
В результате покушения были отменены планы Рейгана на ближайший месяц. В числе прочего, он не смог присутствовать в центре управления полётами в Хьюстоне во время первого запуска космического челнока.
После суда Хинкли назвал произошедшее «величайшим выражением любви в мировой истории» и не высказывал сожаления о содеянном.
Хинкли был оправдан по причине умопомешательства и заключён в госпиталь Св. Елизаветы в Вашингтоне. 10 сентября 2016 года он был выпущен из психиатрического стационара и поселился в доме матери. Его пребывание на свободе имеет некоторые ограничения.

## Отражение в культуре

### Книги
- Дель Квентин Уилбер — «Сырая кожа: близкое убийство Рональда Рейгана» (2011)[19]

### На экране
- В телевизионном фильме «Без предупреждения: История Джеймса Брэди» (1991), посвящённом судьбе Брейди, чью роль исполнил Бо Бриджес[20].
- Телевизионный фильм «День, когда стреляли в Рейгана»[англ.] (2001), который освещает скандальную ситуацию сразу после покушения, когда госсекретарь Александр Хейг фактически объявил себя исполняющим обязанности президента, хотя это прерогатива вице-президента. В этом фильме Хейга сыграл Ричард Дрейфус, а Рейгана — Ричард Кренна[21].
- В телевизионном фильме «Рейганы»[англ.] (2003), посвященном Рональду Рейгану и его семье, показано покушение.
- В телевизионной драме «Вне времени» (2018) про группу путешественников во времени по американской истории, описывается покушение в 8-й серии 2-го сезона («День, когда застрелили Рейгана»)[22].